# 馬埃縣

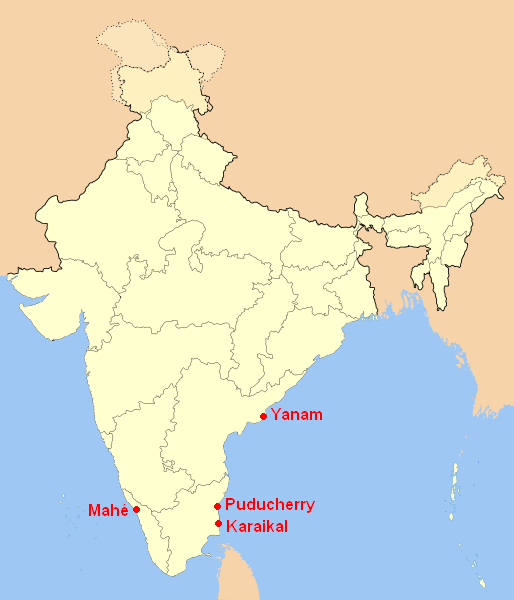
馬埃縣在印度的位置（最北的紅點）

馬埃縣是印度本地治里联邦属地的一个县，该县占地8.69 平方公里，被喀拉拉邦包围，2011年人口41,816人。县治位于馬埃。